# Le Portrait de Dorian Grey (film, 1915)
Pour les articles homonymes, voir Le Portrait de Dorian Gray et Le Portrait de Dorian Gray (homonymie).
Pour plus de détails, voir Fiche technique et Distribution.
Le Portrait de Dorian Grey (Портрет Дориана Грея, Portret Doryana Greya) est un film russe réalisé par Vsevolod Meyerhold et Mikhail Doronin, sorti en 1915,.

## Synopsis
Dorian Gray est un jeune homme de grande beauté. Il pose pour son ami Basil, qui fait de lui un merveilleux portrait. Amoureux de cette image idéale de lui-même, Dorian fait un vœu désespéré, que le portrait vieillisse tandis que lui restera éternellement jeune. Mais, poussé sur le chemin du vice par Lord Wotton, il commet péché après péché. Bientôt il constate que non seulement le portrait renvoie de lui une image plus âgée mais aussi un reflet chaque jour plus horrifique. Jeune et beau à l'extérieur, sa laideur morale le ronge irrémédiablement à l'intérieur.

## Fiche technique
- Titre original : Portret Doriana Greya
- Réalisateurs : Vsevolod Meyerhold et Mikhaïl Doromin
- Scénario : Vsevolod Meyerhold, d'après le roman d'Oscar Wilde (1890)
- Photographie : Aleksandr Levitski
- Décors : Vladimir Egorov
- Société de production : Thiemann & Reinhold
- Format : Muet - Noir et blanc - 35 mm - 1,33:1
- Durée : 22 minutes

## Distribution
- Varvara Yanova : Dorian Gray
- Vsevolod Meyerhold : Lord Henry Wotton
- Mikhaïl Doromin
- Youla Ouvarova* Gustav Enriton
- Alexandre Volkoff